# Norrtälje sjukhus

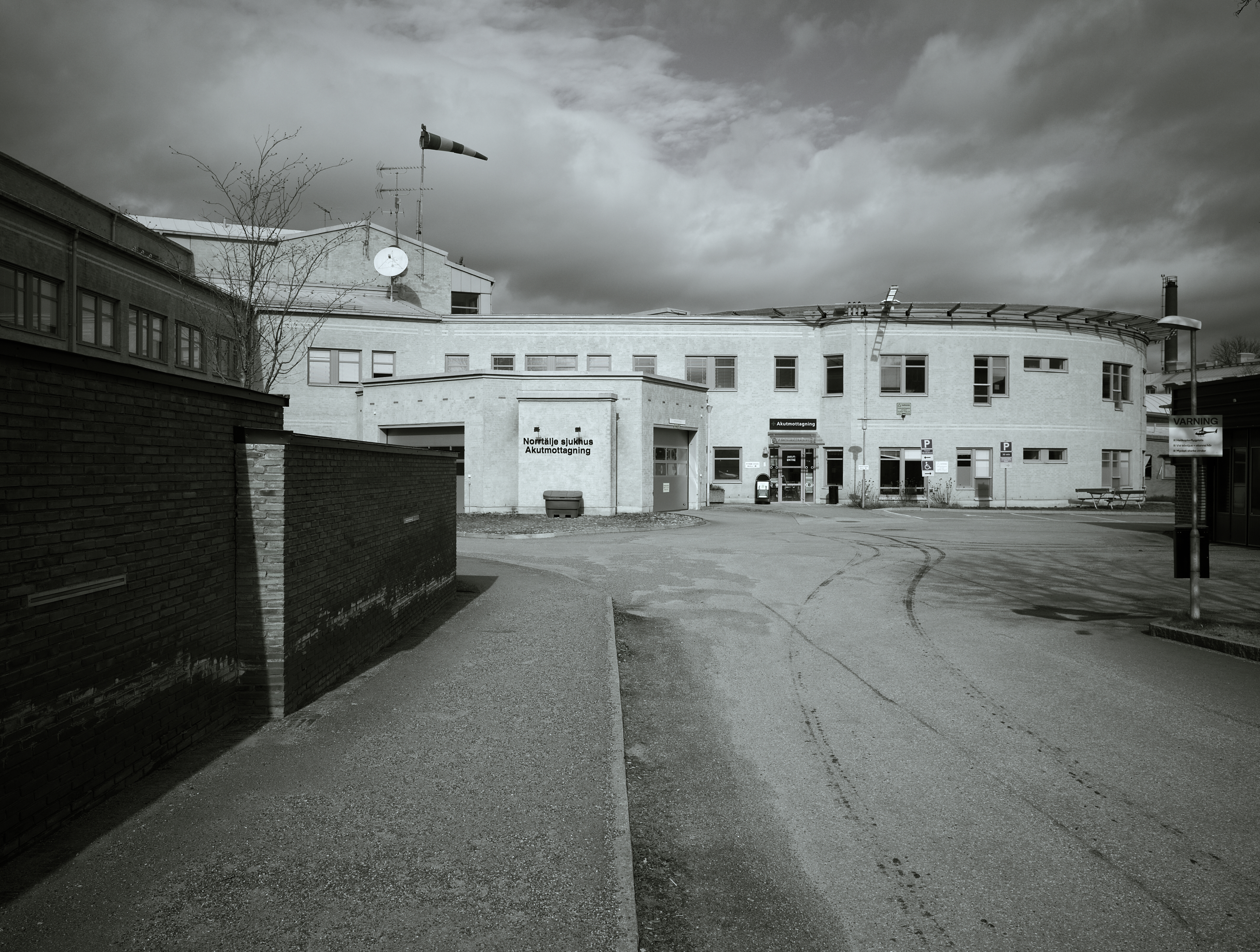
Norrtälje Sjukhus 17 mars 2020.

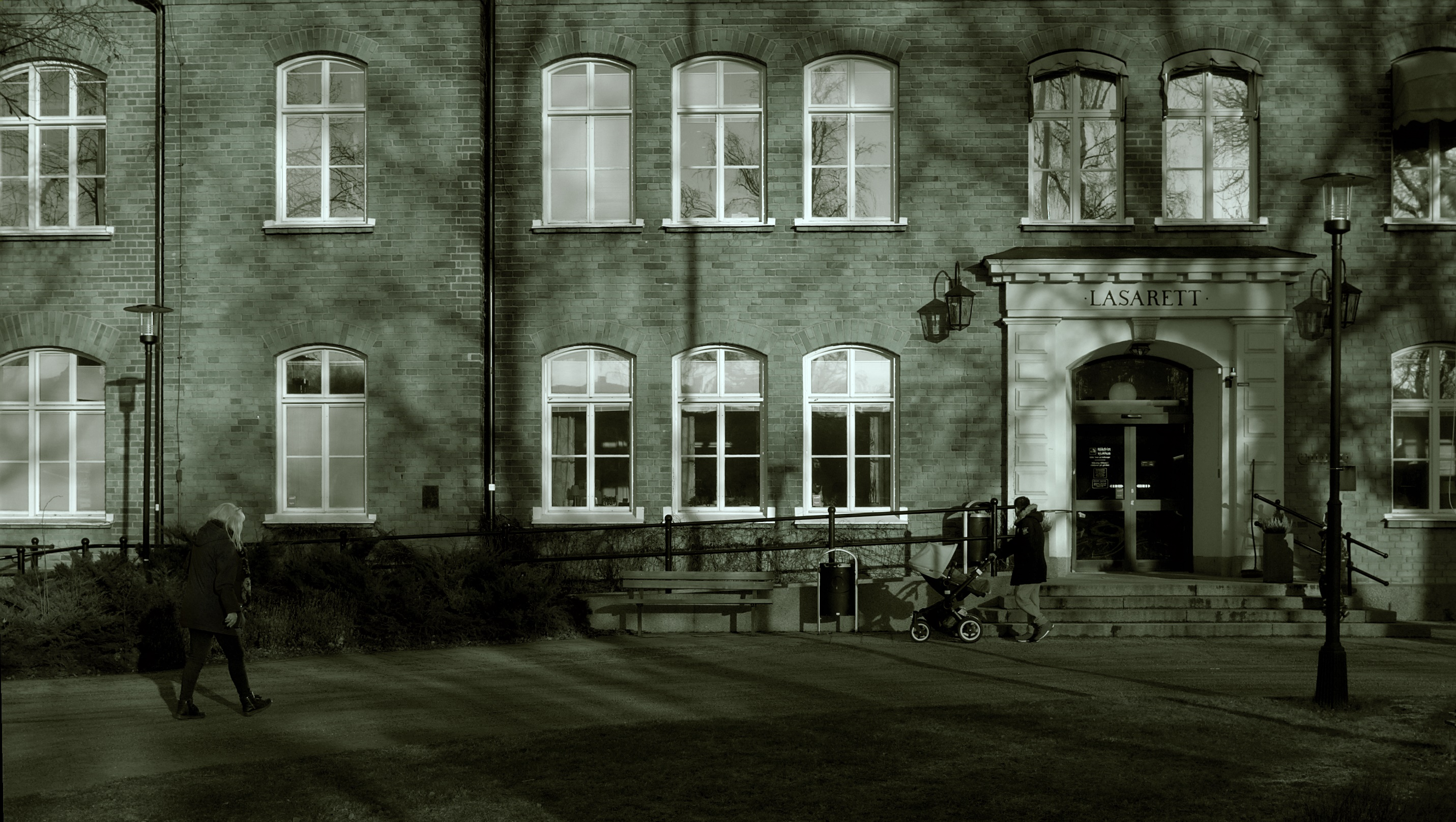
Äldre delen av Norrtälje sjukhus 2020.

Norrtälje sjukhus,(tidigare Norrtälje lasarett) är ett akutsjukhus i Norrtälje i Stockholms län. Sjukhuset drivs av Tiohundra AB, som ägs av Kommunalförbundet Sjukvård och omsorg i Norrtälje (bestående av Norrtälje kommun och Region Stockholm).

## Historik
Sjukhuset har en historia som går tillbaka till 1791, då det uppfördes ett kurhus med elva platser i Norrtälje på initiativ av greve Samuel af Ugglas. Det lades ner efter ett kvarts sekel. I början av 1840-talet grundades ett nytt sjukhus med åtta platser, som 20 år senare utökades till 26 vårdplatser. När landstinget grundades år 1863 tog det över driften. Anslaget det första året var 3 400 riksdaler.
År 1893 beslöt landstinget att det skulle uppföras en ny sjukhusbyggnad väster om staden. Det nya sjukhuset fick 40 bäddar, samt åtta platser på vad som i landstingets jubileumsskrift från 1914 beskrivs som "upptagningsanstalt" eller "dårsjukstuga", i två celler och sex rum.
Sjukhuset, som ritades av arkitekten Axel Kumlien, stod färdigt för inflyttning på sommaren 1897. Redan efter några år hade verksamheten vuxit ur lokalerna. En mindre och tillfällig lösning på lokalproblemen kom år 1906 då de mentalsjuka patienterna flyttade till Ulfsunda sinnessjukanstalt i Bromma. Efter att lokalfrågan hade utretts under flera år godkände landstinget år 1913 att sjukhuset skulle byggas ut.
Därefter har sjukhuset byggts om och utvidgats vid flera tidpunkter. År 1952 stod en tredje våning på byggnaden klar. Under 1970-talet öppnades 48 vårdplatser för psykiatrisk vård. År 1996 invigdes en förnyelse av sjukhuset efter en inbjuden arkitekttävling. Byggnaderna innehåller akutmottagning, operation, röntgen, uppvakning, intensivvård, godsmottagning, vårdavdelningar samt ny entréhall.Arkitekt: Gösta Eliasson, ETV arkitektkontor. Projektet tilldelades ett internationellt arkitekturpris i Boston 1998.
Norrtälje sjukhus akutmottagning är öppen dygnet runt. Sjukhuset bedriver bassjukvård inom olika specialiteter (dock ej förlossningar) och drivs av vårdbolaget Tiohundra AB sedan 2006. Sjukhuset har 96 vårdplatser och cirka 600 anställda. Antalet patientbesök är cirka 120 000 per år (2011).